# Galium pseudorivale
Galium pseudorivale är en måreväxtart som beskrevs av Nikolai Nikolaievich Tzvelev. Galium pseudorivale ingår i släktet måror, och familjen måreväxter. Inga underarter finns listade i Catalogue of Life.